# 钟花龙胆
钟花龙胆（学名：Gentiana nannobella）是龙胆科龙胆属的植物，为中国的特有植物。分布在中国大陆的云南等地，生长于海拔2,700米至4,050米的地区，一般生长在山坡沟谷，目前尚未由人工引种栽培。